# Sân bay Chelyabinsk
Sân bay Chelyabinsk Balandino (IATA: CEK, ICAO: USCC) là một sân bay ở Nga. Sân bay này nằm 18 km về phía bắc của Chelyabinsk. Sân bay này có thể chứa 51 máy bay cùng lúc. Đây là trung tâm thứ cấp của S7 Airlines.

## Các hãng hàng không và các tuyến điểm

### Các hãng vận chuyển khách
| Hãng hàng không               | Các điểm đến                                                                                    |
| ----------------------------- | ----------------------------------------------------------------------------------------------- |
| Aeroflot                      | Moscow-Sheremetyevo                                                                             |
| Aeroflot vận hành bởi Rossiya | St. Petersburg                                                                                  |
| Ak Bars Aero                  | Kazan, Moscow-Domodedovo, Novosibirsk                                                           |
| I-Fly                         | Thuê chuyến: Barcelona                                                                          |
| Kuban Airlines                | Moscow-Vnukovo                                                                                  |
| Nordwind Airlines             | Thuê chuyến: Bangkok-Suvarnabhumi                                                               |
| Red Wings Airlines            | Moscow-Vnukovo                                                                                  |
| RusLine                       | Krasnodar, Novy Urengoy                                                                         |
| S7 Airlines                   | Dushanbe, Khujand, Kulob, Moscow-Domodedovo, Yerevan                                            |
| Transaero                     | Thuê chuyến: Paphos                                                                             |
| Ural Airlines                 | Dubai, Dushanbe, Harbin, Moscow-Domodedovo, Nizhniy Novgorod, Tashkent Charter: Antalya, Burgas |
| UTair Aviation                | Thuê chuyến: Antalya                                                                            |

### Các hãng vận tải hàng hóa
| Hãng hàng không         | Các điểm đến   |
| ----------------------- | -------------- |
| Grizodubova Air Company | Moscow-Vnukovo |

## Tai nạn và sự cố
- Ngày 26 tháng 1 năm 2008, một chiếc Airbus A319 của S7 Airlines đã hạn cánh nhầm lên đường lăn nhưng không có thương vong hay hư hại gì.
- Ngày 26 tháng 5 năm 2008 một chiếc Antonov An-12 của Moskovia Airlines roi ngay sau khi cất cánh khi cố hạ cánh khẩn cấp. Tất cả chín phi hành đoàn trên máy bay tử nạn.